# Карташов, Юрий Михайлович
Юрий Миха́йлович Карташо́в (29 декабря 1931, Санкт-Петербург — 15 мая 2015, Санкт-Петербург) — советский и российский учёный-геомеханик, доктор технических наук, профессор. Заслуженный изобретатель РФ, действительный член Академии горных наук (АГН), Заслуженный работник Минтопэнерго России, член-корреспондент Международной академии наук экологии, безопасности человека и природы (МАНЭБ).

## Биография
Родился в Ленинграде в 1931 году. В 1949 году поступил в Ленинградский горный институт им. Г. В. Плеханова, который окончил с отличием в 1954 году.
После окончания Ленинградского горного института был направлен на работу во ВНИМИ (Всесоюзный научно-исследовательский маркшейдерский институт). С 1954 по 1981 год младший, а затем старший научный сотрудник.
В 1967 году защитил кандидатскую диссертацию на тему «Разработка и исследование ускоренных методов определения реологических свойств слабых горных пород».
С 1981 года и вплоть до реорганизации ВНИМИ в 2007 году — заведующий лабораторией физико-механических свойств горных пород.
В 1991 году защитил докторскую  диссертацию на тему — «Разработка методов и технических средств исследования механических свойств горных пород для решения задач горной геомеханики».
С 2007 года - главный научный сотрудник, профессор Санкт-Петербургского государственного горного университета.
Умер в Санкт-Петербурге 15 мая 2015 года после тяжелой продолжительной болезни.

## Научная деятельность и труды
Опубликовал 140 научных работ, в том числе 2 монографии, автор 47 изобретений, большинство из которых посвящено лабораторному изучению физико-механических свойств горных пород, методам и средствам получения их показателей, составлению государственных стандартов.
Руководитель 2 кандидатских диссертаций.

## Награды, признание
- Заслуженный изобретатель РФ (2005) - за многолетнюю   плодотворную   изобретательскую  деятельность[3].

- Нагрудный знак «Шахтерская слава» III степени

- Нагрудный знак «Горняцкая слава»

- Серебряная медаль ВДНХ

- Медаль «За доблестный труд»

- Медаль «В память 300-летия Санкт-Петербурга» (2001)

- Действительный член Академии горных наук (АГН) (1995).

- Заслуженный работник Минтопэнерго России

- Член-корреспондент МАНЭБ.

## Хобби, увлечения
- Страстно увлекался бегом и написал об этом книгу "Сюрпризы оздоровительного бега".

- Был автором и разработчиком оригинальной очковой системы футбола, где за нулевую ничью не начислялось очков. Выступал с этим предложением на заседании Управления футбола СССР[4].

## Семья
Жена - Нина Марковна.